# Gurrampalli, Chintamani
Gurrampalli là một làng thuộc tehsil Chintamani, huyện Kolar, bang Karnataka, Ấn Độ.